# Klaudia Zwolińska
Klaudia Zwolińska (Nowy Sącz, 18 de dezembro de 1998) é uma canoísta polonesa.

## Carreira
Zwolińska ganhou duas medalhas de bronze no Campeonato Mundial de Canoagem Slalom da ICF, uma no evento K1 (2023) e uma no evento K1 por equipe (2022). Ela também ganhou 6 medalhas (1 ouro, 4 pratas e 1 bronze) no Campeonato Europeu, incluindo duas pratas individuais nos Jogos Europeus de 2023 em Cracóvia. Zwolińska também ganhou o evento K1 no Campeonato Europeu Júnior de 2015 e 2016 e no Campeonato Mundial Júnior de 2016.
Ela se tornou a primeira mulher polonesa a vencer uma Copa do Mundo de Canoagem Slalom, vencendo a rodada de abertura da temporada de 2021. Zwolińska competiu nos Jogos Olímpicos da Juventude de 2014 nas provas Head-to-Head Sprint e Obstacle Slalom, onde terminou em 17º e 7º, respectivamente. Ela representou a Polônia no evento K1 nas Olimpíadas de Verão de 2020 em Tóquio. Klaudia se classificou em 10º lugar mais rápido para a final e terminou em 5º lugar após incorrer em duas penalidades de 2 segundos.
Nos Jogos Olímpicos de Verão de 2024, em Paris, conquistou a medalha de prata na competição da canoagem slalom K-1 feminino.